# Vườn quốc gia Skuleskogen
Vườn quốc gia Skuleskogen là một vườn quốc gia nằm ở phía đông của rừng Skule thuộc đô thị Ornskoldsvik và Kramfors, Västernorrland, trên bờ biển Baltic, Thụy Điển.
Vườn quốc gia đặc trưng bởi địa hình núi đá gồ ghề, cao nhất trong số đó là Slåttdalsberget nằm ở độ cao 280 mét. Địa hình cũng được đánh dấu bởi bởi sự hiện diện của đường nứt sâu và các hang động được tìm thấy trên khắp các khu vực xung quanh được gọi Bờ Biển Cao mà vườn quốc gia này là trung tâm. Sở dĩ nó được đặt tên như vậy vì đây chính là khu vực cao nhất bên bờ biển Baltic. Khu vực này được biết đến như một trong số những nơi tốt nhất để quan sát các hiện tượng phục hồi địa chất sau băng. Thật vậy, phần lớn khu vực này nằm dưới mực nước biển ít nhất hơn 10.000 năm, sau khi các tảng băng bao phủ tan chảy. Nhưng nhờ sự tan chảy của khối băng đã ép lớp đất đá tăng dần lên từ năm này sang năm khác, với tốc độ hiện nay là 8 mm/năm.
Con người đã để lại dấu ấn của tại đây, mặc dù không có một khu định cư thực sự nào được thành lập. Các mộ đá tưởng nhớ những người đã khuất thời đại đồ đồng có thể thấy nhiều dọc theo bờ biển cổ đại. Sau đó, rừng được khai thác chủ yếu để làm đất chăn thả gia súc. Những điều thay đổi ở giữa thế kỷ 19 khi sự di cư của con người lan rộng khắp quốc gia Bắc Âu này, ảnh hưởng đến hầu hết các khu rừng. Tuy những hoạt động này đã chấm dứt ở cuối thế kỷ, nhưng các khu rừng hiện nay chủ yếu bị chi phối bởi các cây chỉ có tuổi đời 100 năm. Khu rừng trong vườn quốc gia đã phần nào tái tạo lại được sự giàu có của nó trong quá khứ, với một hệ động thực vật đáng kể, trong đó có cả một số loài nguy cấp, chẳng hạn như loài địa y Dolichousnea longissima, trở thành biểu tượng của vườn quốc gia. Sự giàu có về địa chất và sinh học đã dẫn đến việc vườn quốc gia được thành lập vào năm 1984 và là một phần của Bờ Biển Cao được UNESCO công nhận là Di sản thế giới.
Ngày nay, mặc dù khoảng cách của nó từ khu vực dân cư là khá xa, nhưng vườn quốc gia là một khu du lịch tương đối quan trọng với 20.000 du khách ghé thăm mỗi năm. Điểm hấp dẫn chính tại đây là khe nứt Slåttdalskrevan sâu đến 40 mét, mà du khách dễ dàng đi vào bằng nhiều con đường mòn đi bộ, trong đó nổi tiếng nhất phải kể đến Höga Kustenleden, một đường mòn du lịch khắp bờ biển phía bắc vườn quốc gia.

## Tên
Vườn quốc gia lấy tên từ một phần của rừng Skuleskogen ở phía đông. Tên Skuleskogen tiếng Thụy Điển có nghĩa là "rừng Skule", từ Skule là phổ biến ở các khu vực nội địa, ví dụ Skuleberget ("Núi Skule") Skulesjön ("Hồ Skule") hoặc Skulnäs ("Dải đất Skule").

## Địa lý
Vườn quốc gia Skuleskogen nằm ở các đô thị Ornskoldsvik và Kramfors của Västernorrland và trong tỉnh Ångermanland. Nó cách thành phố Ornskoldsvik 27 km về phía nam và 40 km về phía đông bắc của thành phố Kramfors. Nó có diện tích 30,62 km² (3.020 ha), trong đó 282 ha là vùng biển, dọc theo bờ biển Baltic.

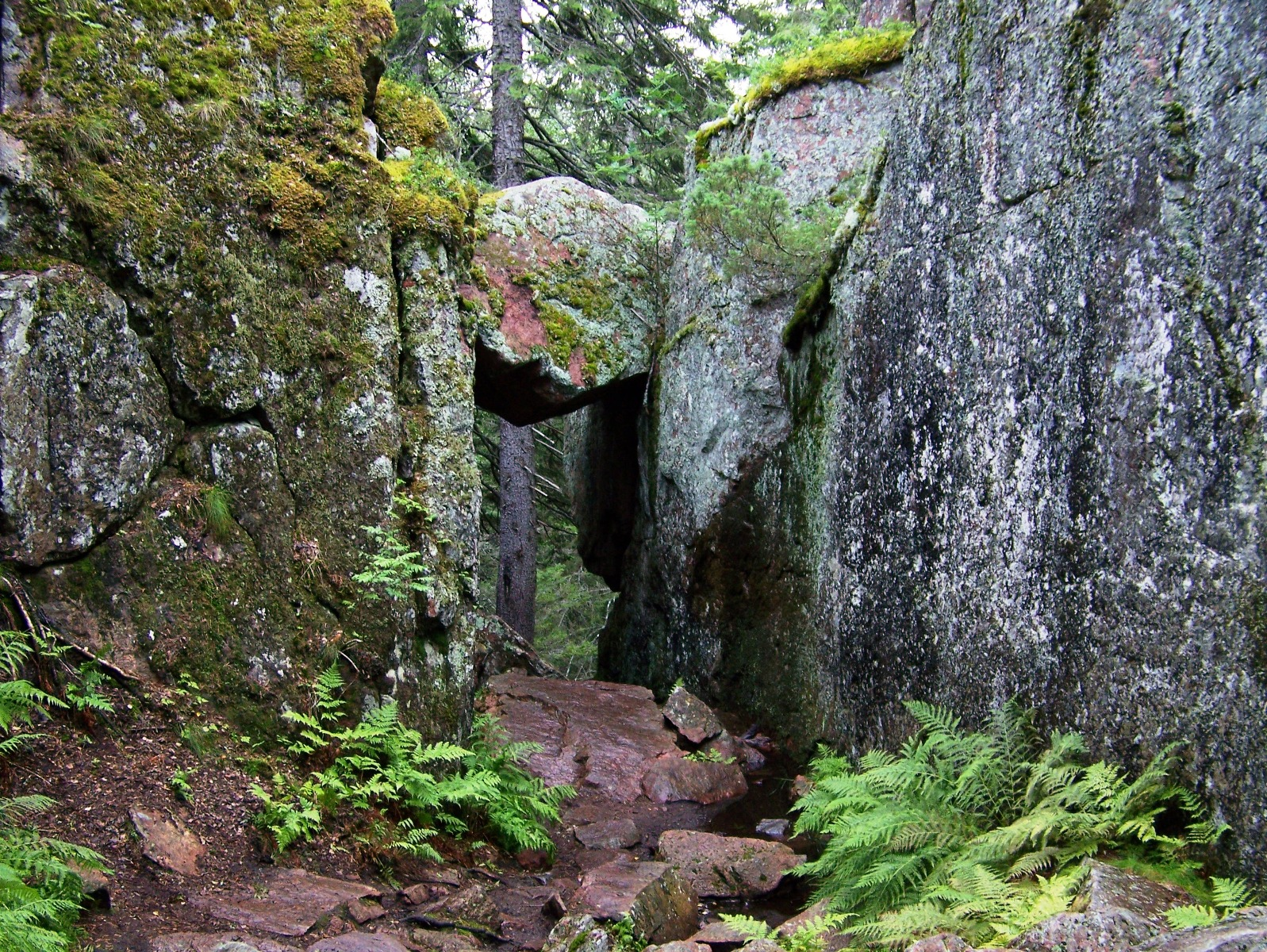
Trollporten trong vườn quốc gia

Vườn quốc gia nằm trong khu vực được gọi là Bờ Biển Cao, một khu vực có địa hình rất khó khăn, tạo thành một loại cảnh quan được gọi là sprickdalslandskap, tức là các thung lũng nhỏ bị chia cắt cắt, được hình thành bởi sự xói mòn. Bờ Biển Cao thường được định nghĩa như là một phần của bờ biển phía đông Thụy Điển từ thành phố Härnösand tới Ornskoldsvik. Tên của khu vực này là bởi thực tế rằng, nó là phần cao nhất bên bờ biển Baltic, với nhiều đỉnh có độ cao dao động từ 200 đến 250 mét. Địa hình gồ ghề này thậm chí mở rộng cả dưới mặt nước. Do đó, nó là trong khu vực này cũng là nơi có điểm sâu nhất tại biển Bothnia, Ulvödjupet sâu 293 mét. Bản thân vườn quốc gia này bao gồm các phần phía đông của rừng Skuleskogen.
Địa hình của vườn quốc gia đặc trưng bởi những thung lũng nhỏ (sprickdal), trong đó ấn tượng nhất là Slåttdalskrevan với chiều cao 40 mét, rộng 8 mét và dài 200 mét hay sự xuất hiện của một kẽ nứt nhỏ có tảng đá phía trên nhưng tuyệt đối an toàn được gọi là Trollporten. Một tính năng khác là sự hiện diện của một số hang động mà nổi tiếng nhất là hang Skulegrottan nằm ở vùng núi Skuleberget, không thuộc trong vườn quốc gia. Điểm cao nhất của vườn quốc gia là Slåttdalsberget tại độ cao 280 mét so với mực nước biển..
Vườn quốc gia có khí hậu cận Bắc Cực (Dfc theo Phân loại khí hậu Köppen). Sự ảnh hưởng từ biển khiến đầu mùa hè khá mát mẻ hơn so với trong đất liền, nhưng mùa thu lại lạnh hơn. Địa hình liên quan đến sự khác biệt lớn về khí hậu của địa phương. Khí hậu ẩm ướt, với lượng mưa khoảng 700 mm mỗi năm, và hơn 1/3 thời gian trong năm nó được bao phủ bởi một tấm chăn tuyết (trung bình khoảng 175 ngày). Mùa xuân là khoảng thời gian khô nhất, và trong một số năm hạn hán kéo dài gây ra những hậu quả đối với môi trường tự nhiên, đặc biệt là đất mỏng nên độ ẩm trong đất khó giữ lại được. Trong khu vực này đã từng bị ảnh hưởng mạnh mẽ bởi các trận mưa axit, và các cuộc điều tra cho thấy tình hình đang được cải thiện, khi độ pH trong nước mưa đã tăng hơn.
Nguồn nước tại vườn quốc gia được cung cấp bởi các hồ. Những hồ chính bao gồm Tärnättvattnen và Stocksjön thuộc lưu vực các sông Skravelbäcken và Långtjärnen, là hai con sông có thượng nguồn ở khe núi Nylandsbäcken. Một phần quan trọng của vườn quốc gia có diện tích 125 ha là một khu vực đầm lầy.

## Địa chất

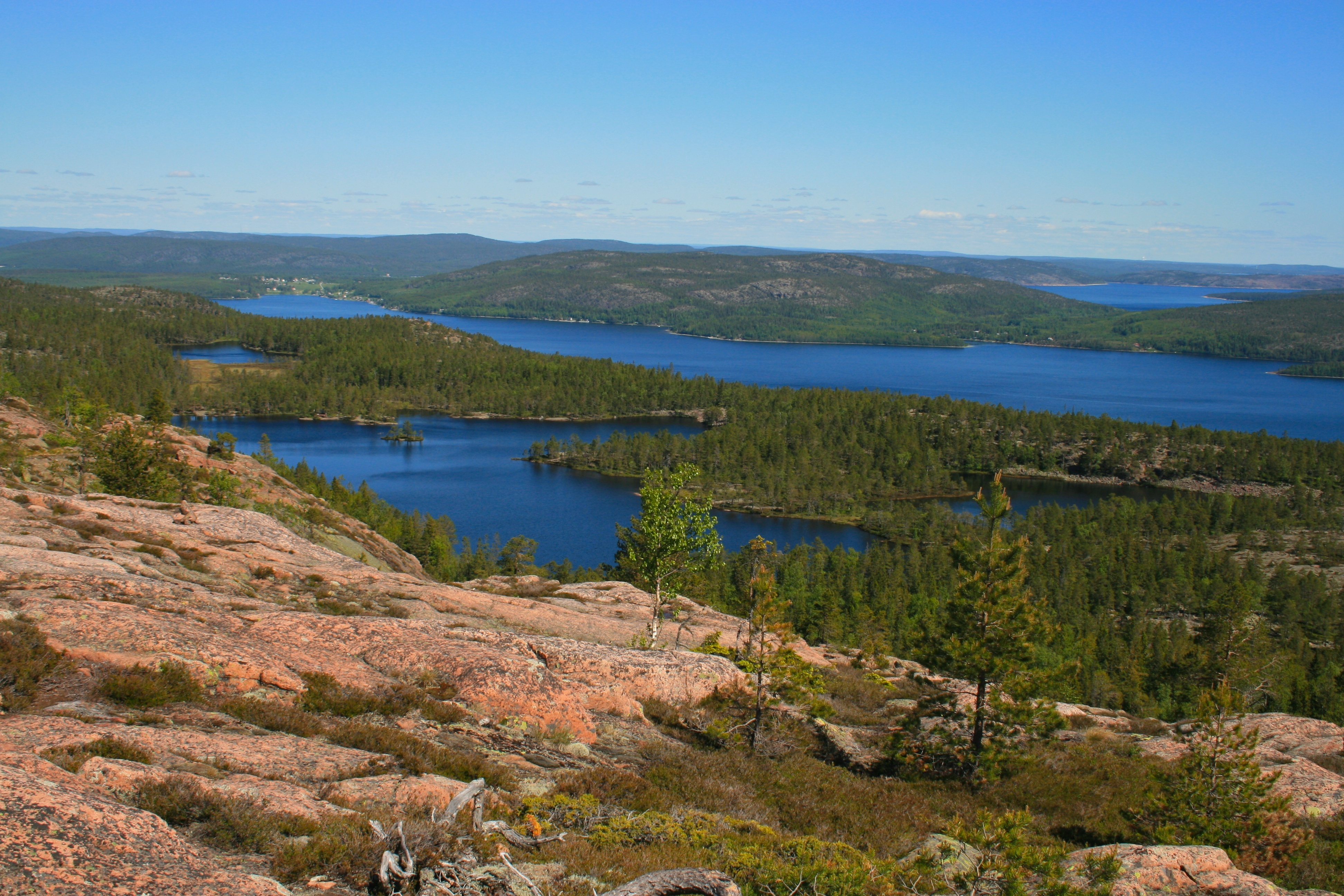
Quan sát từ Slåttdalsberget có thể nhìn thấy màu sắc đặc trưng của đá granit Nordingrå.

Địa chất chính của vườn quốc gia là đá Granit thuộc một khối núi gọi là Nordingrå. Đây là một khối đá đá granit hình thành cách đây 1.500 triệu năm. Nó có màu đỏ đặc trưng và dễ xói mòn. Ở phía bắc của vườn quốc gia cũng có đá Dolerit được hình thành 1.200 triệu năm trước trong các lỗ hổng lớn của Nordingrå. Trong khi đá granit tạo thành một bề mặt nghèo dinh dưỡng thì Dolerit tạo ra môi trường đất rất màu mỡ, làm cho thảm thực vật phong phú hơn.
Ở cuối thời kỳ băng hà cách đây 20.000 năm, dải băng bao gồm tất cả các quốc gia Bắc Âu có trung tâm gần Bờ Biển Cao với độ dày lên tới 3 km đã gây lên áp lực đáng kể lên mặt đất, lúc đó thấp hơn Bờ Biển Cao hiện tại khoảng 800 mét. Sau khi băng tan, đất đá dần dần nâng lên cao đến mức như hiện tại.

## Tự nhiên

### Thực vật
Skuleskogen nằm trên đường giới hạn phía bắc của một số loài thực vật. Một số loài thân gỗ có mặt, chẳng hạn như Đoạn lá nhỏ, Dẻ thường, Kim ngân hoa, và phong Na Uy. Sự hiện diện của các loài này được coi là một dấu tích của một thời kỳ ấm áp hơn so với hiện tại. Sự tồn tại của chúng có thể là bởi các điều kiện cụ thể ở chân của một số ngọn núi gọi phía nam. Vì khi đó, ánh nắng mặt trời và độ ẩm được cung cấp bởi các ngọn núi sẽ thuận lợi hơn, kết hợp với đất đai màu mỡ, cho phép cây phát triển bất bình thường khi có mặt các vĩ độ cao như vậy..
Rừng rụng lá trong vườn quốc gia chỉ bao gồm 42 ha, chỉ chiếm hơn 1,4% diện tích. Vì vậy, rừng chủ yếu là cây lá kim, hệ sinh thái đặc trưng của các vùng sinh thái Taiga Scandinavia và Nga. Khu rừng bao gồm chủ yếu các loài vân sam Na Uy, nhưng gần khu vực ranh giới với núi trọc thì các loài chính là thông phương bắc. Sự thống trị của vân sam bắt nguồn một phần từ thực tế là trước đây đã có nhiều trận cháy rừng. Trước đây, bạch dương và thông phương bắc là loài dễ phát triển sau đám cháy. Tuy nhiên, từ hai thế kỷ nay, con người đã tích cực chống lại việc cháy rừng. Tuổi tối đa của các cây rừng là 100 năm, với một số cây thông có tuổi đời lên đến 500 năm, đặc biệt là những khu vực không thể tiếp cận. Tuy nhiên, trong suốt 100 năm qua, những khu rừng đã dân phục hồi với sự đa dạng các loài, một yếu tố đặc trưng cho các khu rừng nguyên sinh.

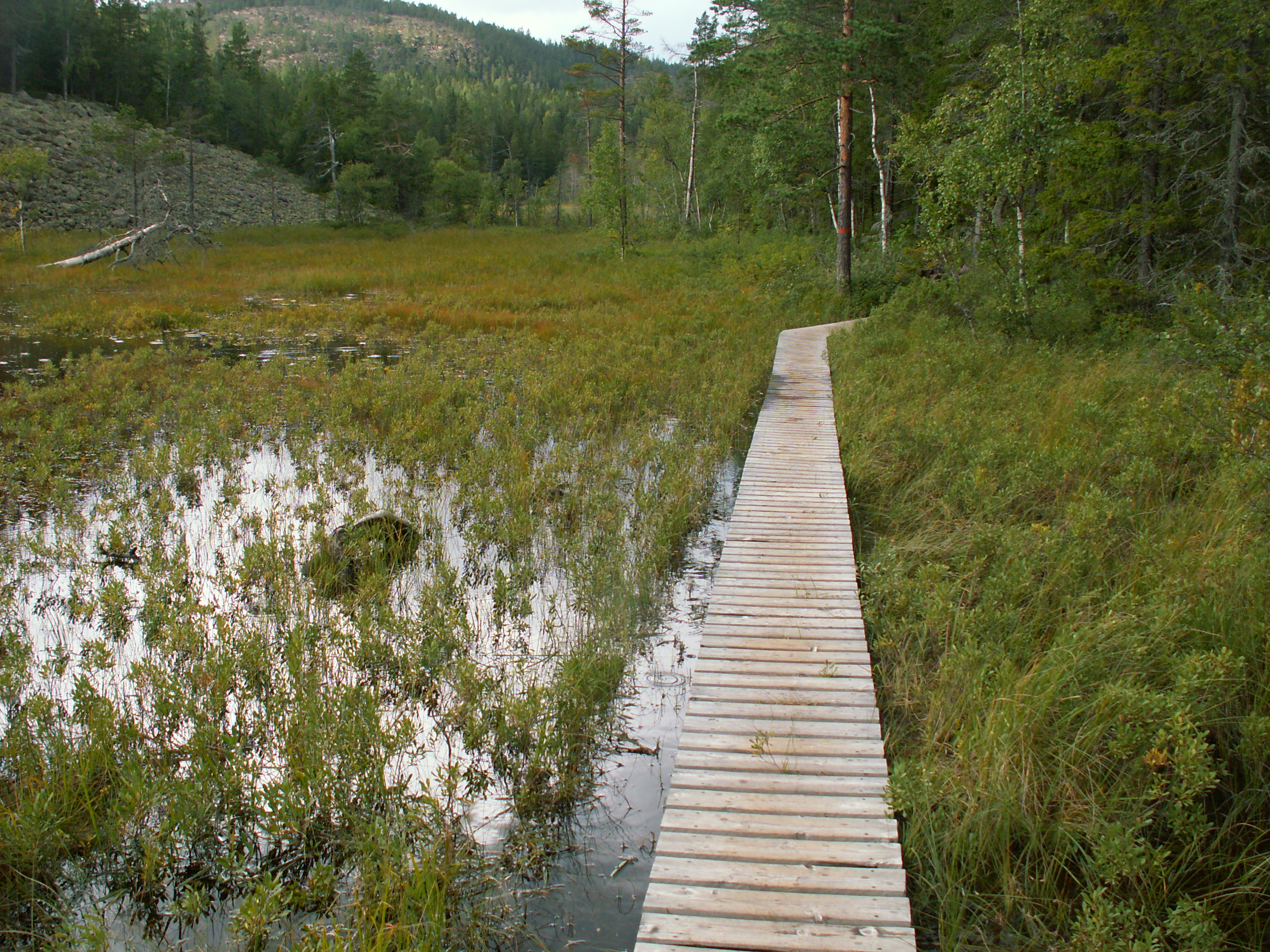
Một khu vực đất ngập nước.

Về các loài cây bụi, phổ biến nhất kể đến việt quất đen, Lingonberry,Cỏ chổi, Cúc vàng châu Âu và Dương xỉ.
Khoảng 36% diện tích bao gồm đá trọc, tạo thành một bề mặt mỏng cho thực vật. Các loại cây chính là thông lùn, loài không bị ảnh hưởng từ hoạt động khai thác gỗ và do đó một số cây có tuổi đời lên tới 500 năm. Ngoài những cây nhỏ, cây cối rậm rạp chủ yếu là Thạch nam đá, Bách xù thông thường và Bearberry. Những khu vực này cũng có một số lượng lớn các loài rêu và địa y, trong đó có những loài bị đe dọa tại Thụy Điển, trong đó phải kể đến Dolichousnea longissima mà giờ đã trở thành biểu tượng của vườn quốc gia..

### Động vật
Vườn quốc gia là nơi sinh sống của một số loài động vật có vú đặc trưng của các quốc gia phía bắc, đặc biệt là Linh miêu Á-Âu và gấu nâu, là những loài là bị đe dọa ở Thụy Điển. Ngoài ra còn bao gồm cáo đỏ, lửng châu Âu, chồn thông châu Âu, nai sừng tấm, Hải ly châu Âu, hải cẩu xám và chuột xạ hương. Một số loài động vật có vú nhỏ phải kể đến sóc đỏ, chồn nâu châu Mỹ và chồn ermine. Lãnh thổ của loài Linh miêu Á-Âu là lớn hơn nhiều so với khu vực bảo vệ của vườn quốc gia do đó nó không thể bảo vệ loài này một cách hiệu quả nhất được. Trong thực tế, số lượng loài này trong khu vực đang giảm, có lẽ nguyên nhân chính là từ Tuyến đường châu Âu E4 (một phần của Mạng lưới Đường bộ Quốc tế châu Âu) chạy qua khu vực này khiến môi trường sống của chúng bị phân mảnh.
Về các loài chim, vườn quốc gia cũng có một số loài được phân loại trong sách đỏ Thụy Điển, như Quạ thông xám, gõ kiến ba ngón, chim lặn họng đỏ, Diều ăn ong châu Âu, Ó chân thô, chích xanh lục, Đớp ruồi lùn, Bách thanh lưng đỏ, Chim bổ hạt đốm (hay còn gọi là Bổ hạt Á-Âu), Sẻ hồng phương bắc và Sẻ đất châu Âu. Nơi đây cũng có một số lượng lớn của Sếu cổ trắng, Diệc xám, Tiêu liêu, chim vẹo cổ và Gà gô hạt dẻ.
Do số lượng sông và hồ trong vườn quốc gia tương đối ít nên các loài cá không được đa dạng như chim hay động vật có vú. Sông hồ chủ yếu ở đây là môi trường sống của Cá rô và Cá hồi nâu, nhưng những con suối Skravelbäcken lại là quê hương của loài cá hồi suối châu Âu. Trên biển là sự đáng kể về số lượng của Cá trích Đại Tây Dương, Cá chó phương bắc, cá hồi và cá rô do biển Baltic có nồng độ muối thấp.
Tuy vườn quốc gia là khu vực có sự đa dạng nhất về các loài côn trùng nhưng chúng ít được biết đến ở đây.

## Quản lý
Giống như hầu hết các vườn quốc gia khác của Thụy Điển, Skuleskogen được quản lý bởi Cơ quan Bảo vệ Môi trường Thụy Điển (Naturvårdsverket) và hội đồng quản trị của hạt Västernorrland. Đơn vị này cũng chịu trách nhiệm xét đề nghị thành lập vườn quốc gia mới, tham khảo ý kiến các ban quản lý của hạt và thành phố, để thiết lập việc chấp thuận hay không thông qua một cuộc bỏ phiếu của Quốc hội. Sau đó, đất đai sẽ được Nhà nước mua lại, thông qua Cơ quan Bảo vệ Môi trường. Công việc quản lý vườn quốc gia sau đó được đảm bảo chủ yếu là do các hạt.

## Hình ảnh

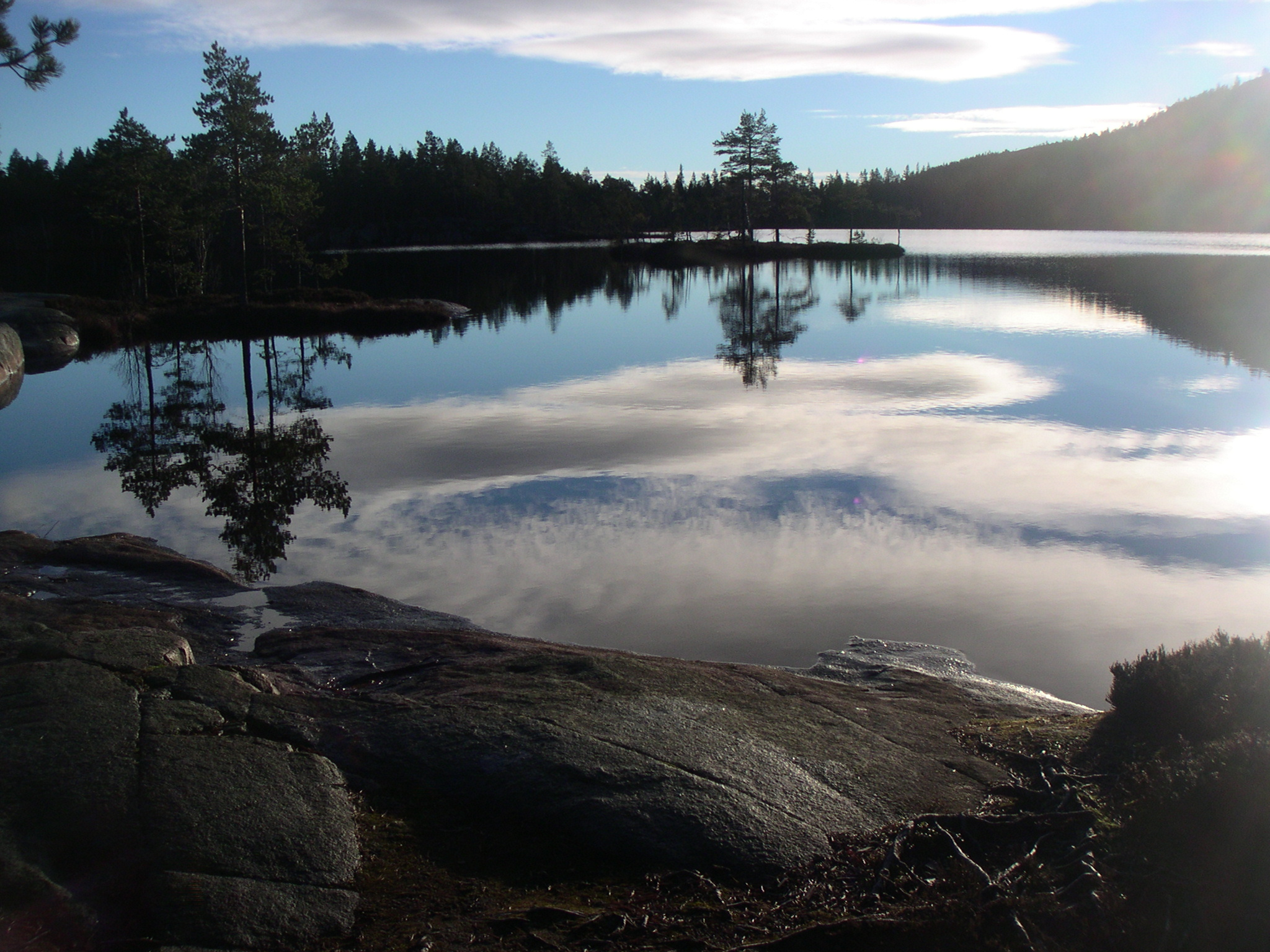
Tärnetvattnet
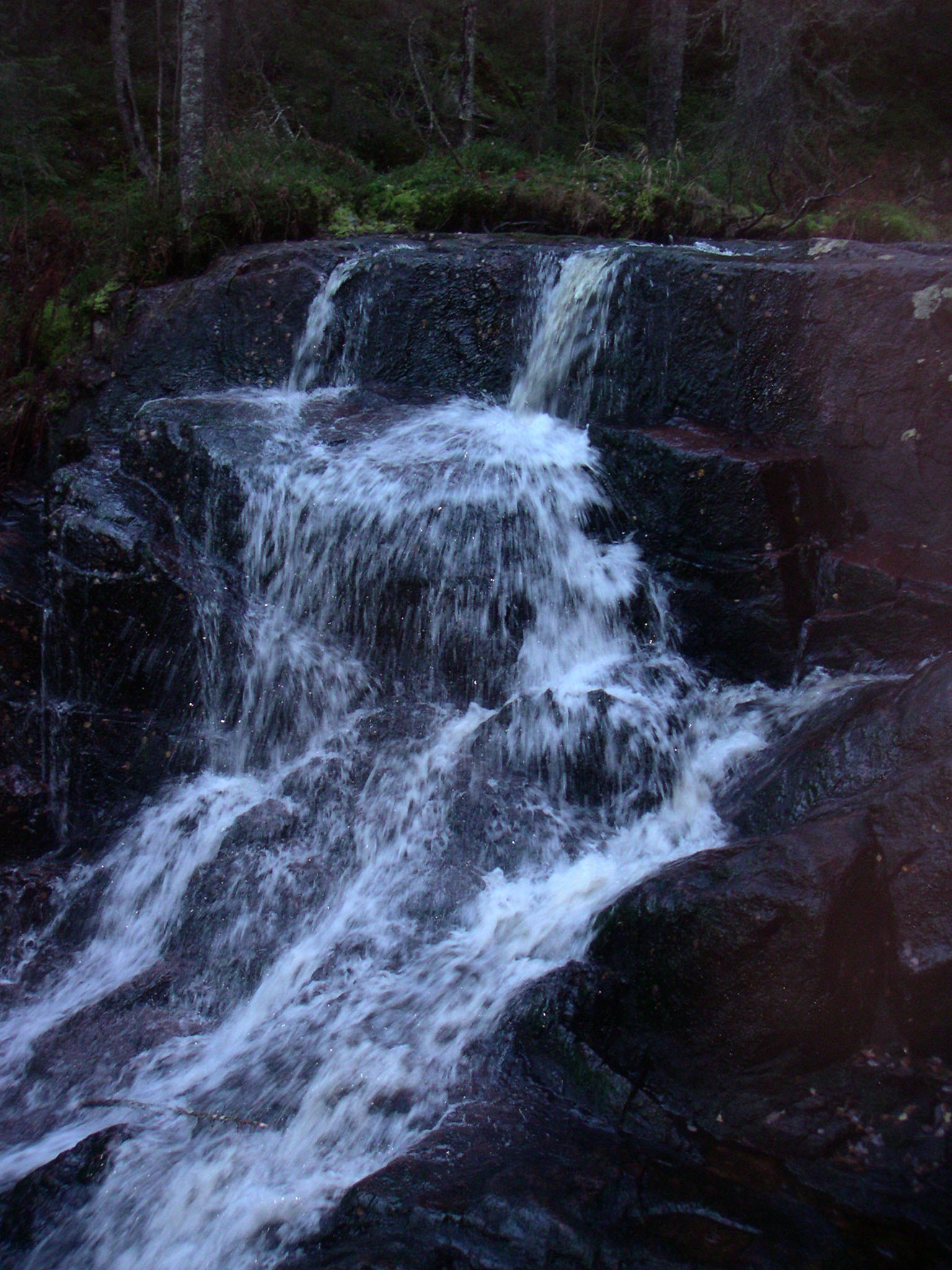
Skravelbäcken
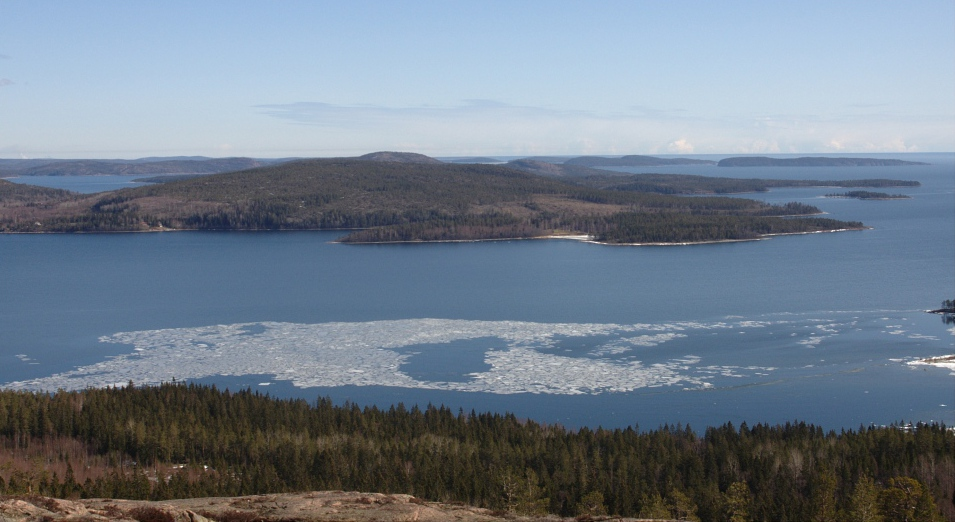
Vịnh Bottnia từ Slottdalsberget
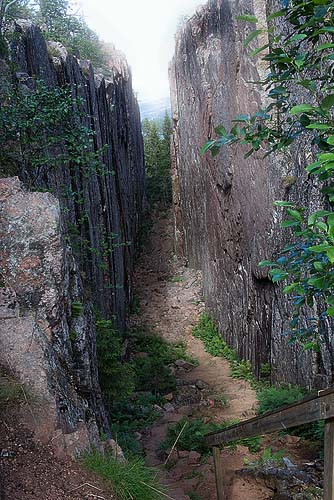
Höga Kustenleden